# Tågekanon
En tågekanon eller røgkanon er et elektrisk apparat, som bruges til sikring mod tyveri og indbrud – deraf ordet tågesikring. I løbet af kort tid produceres en mængde kunstig røg ("tåge"), der pumpes ud. Ved at fylde et lokale med tågen, nedsættes sigtbarheden markant hvorved en indbrudstyv kan få svært ved f.eks. at identificere genstande eller retningsorientere sig.
En tågekanon er tilbehør til enhver almindelig tyverialarm, og udfylder tidsrummet fra indbruddet sker, til politi eller vægter ankommer. Tågen dannes ved en blanding af vand og glykol, der kører igennem et varmelegeme og omdannes til en tør, hvid tåge.